# Banteln
Banteln ist ein Ortsteil der Kleinstadt Gronau (Leine) im Landkreis Hildesheim in Niedersachsen.

## Geografie
Banteln liegt im Leinebergland östlich vom Naturpark Weserbergland Schaumburg-Hameln und wird von der Leine durchflossen. Es befindet sich südlich von Elze und südwestlich von Gronau. Der Höhenzug Külf, in dem der Aussichtsturm Cölleturm steht, erstreckt sich südlich.

## Geschichte
Banteln kann sein Mindestalter durch eine Kaiserurkunde belegen. Am 18. April 997 schenkte Kaiser Otto III. dem Kloster Werden den Königshof Brüggen mit den Ortschaften Banteln, Hemmendorf und Lehde. 1039 wurde der Königshof Brüggen, mit ihm Banteln, unter König Heinrich III. als „Tafelgut“ an das Kloster Gandersheim weitergegeben. Um 1200 werden die Herren von Bantelen als Dienstmannen des Reichsstifts Gandersheim genannt. Um 1367 traten die Herren von Dötzum an deren Stelle. 1409 folgte in der Lehnsherrschaft der Bischof von Hildesheim. 1582 starb die Familie mit Johann von Dötzum aus und Banteln ging an Johann von Bennigsen.
Im Dreißigjährigen Krieg verwüstete die Tilly’sche Hauptarmee auch Banteln. Bereits 1629 begann Johann Lewin von Bennigsen mit dem Wiederaufbau seiner Güter. Gegen Ende des Dreißigjährigen Krieges werden ein Schulhaus und ein Schulmeister in Banteln genannt. 1675 belehnte die Äbtissin von Gandersheim die Herren von Bennigsen mit dem Patronatsrecht über die Kirche. 1791 zerstörte eine Feuersbrunst einen großen Teil des Dorfes. Nach einer kurzen Episode als Teil des Königreichs Westphalen mit König Jérome, einem Bruder Napoleons, wurde Banteln 1813 kurhannoverisch und 1815 gehörte es zum Königreich Hannover. Bereits 1853 erhielt der Ort eine  Haltestelle an der neuen Eisenbahnstrecke Alfeld–Hannover. Ab 1866 gehörte das Dorf zur preußischen Provinz Hannover.

### Herkunft des Ortsnamens
Alte Bezeichnungen des Ortsnamens sind 997 Bantanon, 1043 Banthenem, 1149 Banthenheim, 1178 Bantenum, 1205 Banthenem, 1304 Bantenem, 1321 Bantelen.
Vielleicht gehört der Name zum althochdeutschen banz. Verwandt erscheinen spanisch banda für „Streifen an einem Fluss“, niederrheinisch bande, bende, beende für „Wiese“. Dieses Wort taucht ausschließlich in Ortsnamen auf. Diese Deutung ist allerdings sehr unsicher und es ist bislang keine überzeugende Deutung zu finden.

### Eingemeindungen
1969 schloss sich Banteln der sogenannten kleinen Samtgemeinde Gronau freiwillig an und wurde 1974 Mitglied der Samtgemeinde Gronau (Leine). 1997 feierte Banteln sein 1000-jähriges Geburtstagsfest. Zum 1. November 2016 wurde Banteln mit vier anderen Gemeinden nach Gronau (Leine) eingemeindet.

## Politik

### Stadtrat und Bürgermeister
Seit dem 1. November 2016 wird Banteln auf kommunaler Ebene vom Rat der Stadt Gronau (Leine) vertreten.

### Wappen
- Der Gemeinde wurde das Kommunalwappen am 3. Februar 1939 durch den Oberpräsidenten der Provinz Hannover verliehen. Der Landrat aus Alfeld überreichte es am 17. Mai desselben Jahres.[5]
- Der Rat der Gemeinde Banteln hat durch Beschluss vom 28. März 1994 sowohl die Wappenbeschreibung von 1939 korrigiert als auch die Begründung neu gefasst.[6]

| Wappen von Banteln | Blasonierung: „Wappenschild schräglinksgeteilt von Silber und Blau; oben ein nach rechts gewandter, rot-bewehrter und gezungter schwarzer Adlerkopf, unten ein schräglinks liegender silberner Armbrustschaft.“ |
| Wappen von Banteln | Wappenbegründung: Banteln wird während des 10. und 11. Jahrhunderts mehrfach als Besitztum der Ludolfinger bezeugt. In Erinnerung dessen ist ein Adlerkopf in das obere Feld gesetzt. Mit diesem war in der linken Hälfte das Wappen des in Banteln einst ansässigen Geschlechts von Bennigsen vereinigt, aus dem der russische Marschall der Freiheitskriege hervorging. Der Armbrustschaft ist im Wappen derer von Bennigsen nachgewiesen und ergibt sich aus dem Wappen an der Mühle von Banteln. |

### Gemeindepartnerschaften
- Brécey, Gemeinde in der Normandie/Frankreich, seit 1992

## Kultur und Sehenswürdigkeiten

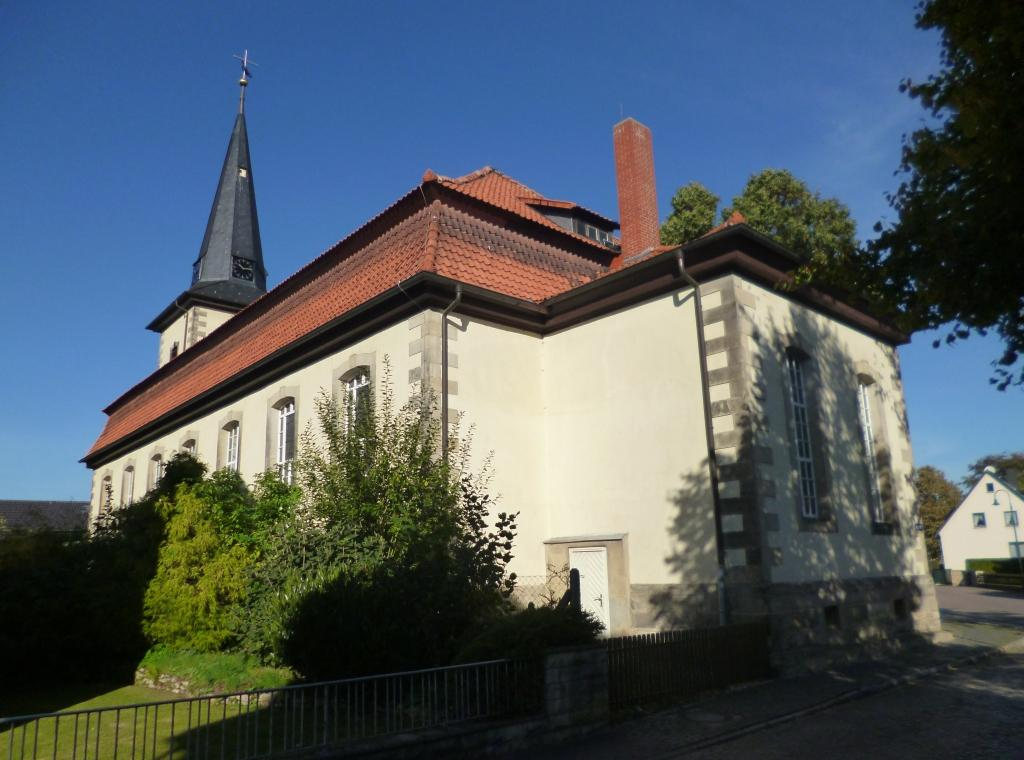
St.-Georg-Kirche

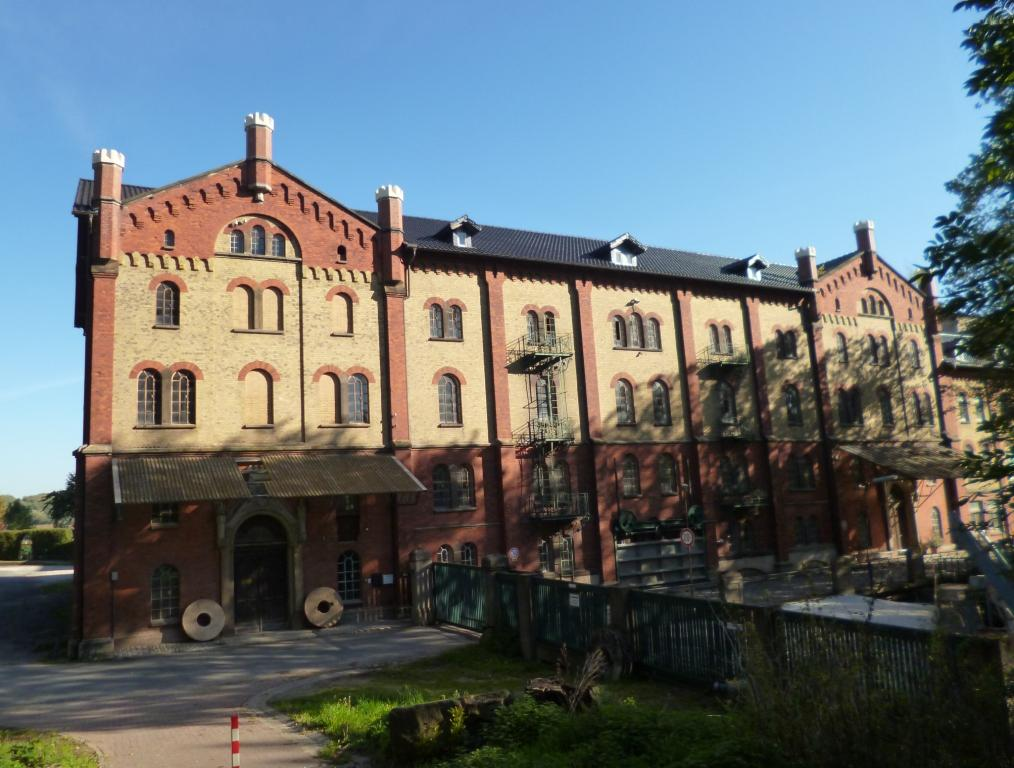
Bennigsen’sche Mühle

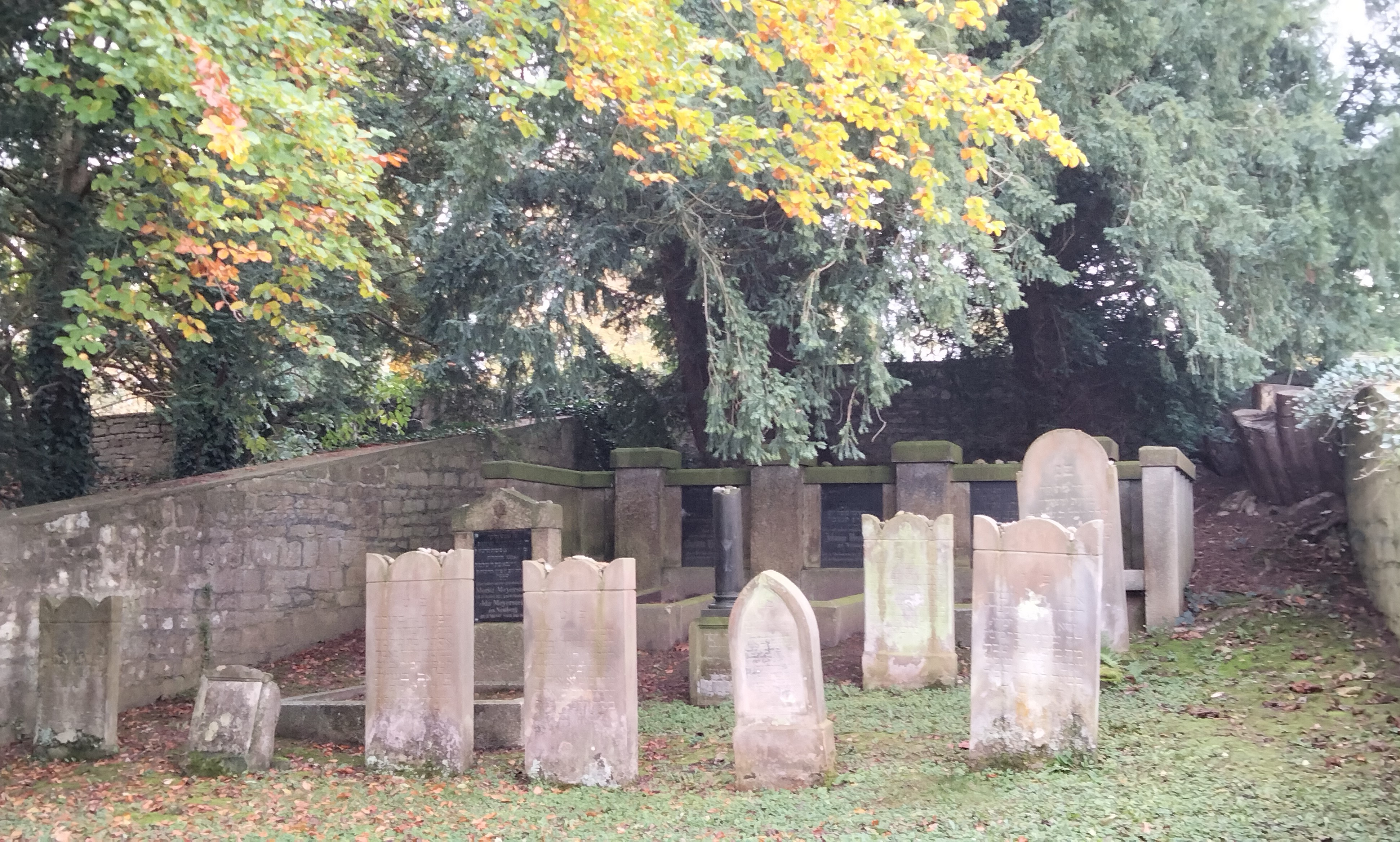
Jüdischer Friedhof

### Bauwerke
- Ehemaliges Bantelner Schloss mit Park
- Feldberger Kapelle auf dem Friedhof
- Ehemalige Mühle an der Leine (heute genutzt zur Stromerzeugung)
- St.-Georg-Kirche
- Jüdischer Friedhof mit 13 Grabsteinen, 1815 angelegt, bis 1917 genutzt
- Naturbad (nach der Schließung der Badeanstalt an gleicher Stelle, errichtet aus dem Holz des Schweizer Pavillons von der Expo 2000 in Hannover)

### Vereine und Verbände
Der Musikzug Banteln nahm schon an der Steubenparade in New York teil. Außerdem existieren ein Männerturnverein, die Freiwillige Feuerwehr Banteln, die Reservistenkameradschaft, der Verein für Ortsheimatpflege und andere.

### Regelmäßige Veranstaltungen
Banteln war jährlich im August Austragungsort des größten Boßel-Turniers im südlichen Landkreis Hildesheim, an dem ca. 70 Mannschaften teilnahmen. Veranstalter war der MTV Banteln und die Freiwillige Feuerwehr Banteln.

## Verkehr
Banteln verfügt über einen Bahnhof an der Hannöverschen Südbahn. Am westlichen Ortsrand verläuft die Bundesstraße 3 in Nord-Süd-Richtung, die Bundesstraße 1 verläuft ca. vier Kilometer nördlich in Ost-West-Richtung.

## Auszeichnungen
Banteln erreichte 1992 einen 1. Platz im Kreiswettbewerb „Unser Dorf soll schöner werden“.

## Persönlichkeiten

### Söhne und Töchter des Ortes
- Erasmus Christian von Arnstedt (1628–1706), evangelischer Theologe, auf Gut Banteln geboren
- Hermann Engfer (1907–1975), katholischer Pfarrer, Bistumsarchivar und Kirchenhistoriker
- Armin Kaufmann (1922–1985), Jurist und Hochschullehrer
- Gerd Häusler (* 1951), Jurist und Bankmanager, bis zum 31. März 2014 war er Vorstandsvorsitzender der BayernLB

### Personen, die mit dem Ort in Verbindung stehen
- Margaretha Judith von Stammer, geb. von Bennigsen (1622–1704), Mutter von Adrian Adam von Stammer, sie stammt aus Banteln
- Levin August von Bennigsen (1745–1826), russischer General deutscher Herkunft, starb auf Gut Banteln
- Alexander Levin von Bennigsen (1809–1893), hannoverscher Staatsmann, starb in Banteln
- Friedrich von Friedeburg (1866–1933), preußischer Generalleutnant im Ersten Weltkrieg sowie Autor, er heiratete 1897 in Banteln
- August Block (1877–1956), Landwirt und Politiker (DP), er übernahm 1929 als Pächter, ab 1931 als Eigentümer das Rittergut Banteln, er war nach 1945 Ratsmitglied der Gemeinde Banteln